# Неферкасокар
Неферкасокар — імовірний єгипетський фараон з II династії.

## Правління
Відповідно до Туринського папірусу правив 8 років 3 місяці й 4 дні. Можливо, саме його Манефон називав Сесохрісом та приписував йому 48 років царювання.